# قرطيوناوات
القطيوناوات (الاسم العلمي: Cerithiinae) هي أسرة من الرخويات تتبع الفصيلة القرطيونية من رتبة الصدفيات الماصة.

## أجناس القطيوناوات
- القرطيون
- الكولينة (الاسم العلمي:Colina)
- الغورمية (الاسم العلمي:Gourmya)
- الروايلة (الاسم العلمي:Royella)
- (الاسم العلمي:Cerithioclava)
- (الاسم العلمي:Clavocerithium)
- (الاسم العلمي:Clypeomorus)
- (الاسم العلمي:Fastigiella)
- (الاسم العلمي:Liocerithium)
- (الاسم العلمي:Peraubium)
- (الاسم العلمي:Pseudovertagus)
- (الاسم العلمي:Rhinoclavis)